# Diego Ribas
Diego Ribas da Cunha (Ribeirão Preto, Brasil, 28 de febrero de 1985), más conocido deportivamente como Diego, es un exfutbolista internacional brasileño que también posee ciudadanía italiana. Se desempeñaba en la posición de centrocampista.
Comenzó su carrera como profesional en el Santos Futebol Clube, club donde llegó en 1996 y con el cual obtuvo dos campeonatos nacionales. Luego pasó al Fútbol Club Oporto donde no llegó a disputar muchos encuentros, a pesar de esto, con el club portugués consiguió una Supercopa de Portugal, una Primeira Liga y una Copa Intercontinental en 2004. En el año 2006, fue traspasado al Werder Bremen, equipo con el cual obtuvo una Copa de Alemania y una Copa de la Liga, además de un subcampeonato en la Copa de la UEFA 2008-09.
En mayo de 2009 fue transferido a la Juventus F. C., club en el que no logró adaptarse. Luego de permanecer durante una temporada en el equipo turinés, fue fichado por el Wolfsburgo por 15 millones de euros. En la temporada 2011-12 fue cedido en préstamo al Atlético de Madrid donde formó parte del equipo que se coronó campeón de la Liga Europa de la UEFA 2011-12. Luego regresó a Alemania y en el año 2014 volvió nuevamente al club español hasta que finalizó su contrato con el Wolfsburgo. Ese mismo año fue fichado por el Fenerbahçe de Turquía.
Con la selección de fútbol de Brasil ha obtenido cinco títulos (tres de ellos en categorías menores). Ha participado en dos ediciones de la Copa América y en los Juegos Olímpicos de Pekín 2008 donde obtuvo la medalla de bronce.

## Trayectoria

### Santos
Diego comenzó a practicar fútbol a la edad de 6 años en el equipo de su ciudad natal el Comercial Futebol Clube. Tres años más tarde fue invitado para formar parte del Clube Atlético Paulistinha de São Carlos para participar en torneos amistosos disputados en Argentina y Chile. A los 11 años se trasladó a la costa para entrenar en las categorías menores del Santos Futebol Clube y debutó con el primer equipo a los 16 años de edad en el Torneo Río-São Paulo de 2002. Ese mismo año en el Campeonato Brasileño de Serie A disputó veintidós encuentros y anotó ocho goles contribuyendo a su equipo a la obtención del título tras dieciséis victorias, cuatro empates y cinco derrotas. De esta manera el equipo logró su clasificación a la Copa Libertadores 2003, donde disputó catorce encuentros y marcó cuatro goles (tres en la fase de grupos y uno en los cuartos de final ante el Cruz Azul de México).
El Santos obtuvo el subcampeonato del torneo tras ser derrotados en la final por el club Boca Juniors de Argentina por marcador global de 5:1. También ese mismo año el club consiguió el subcampeonato de la liga brasileña con ochenta y siete puntos a trece puntos del líder. Al año siguiente, el equipo volvió a obtener el título del campeonato brasileño tras veintisiete victorias, ocho empates y once derrotas, mientras que en la Copa Libertadores 2004 avanzaron hasta los cuartos de final siendo eliminados por el Once Caldas de Colombia por marcador global de 2:1, en aquel torneo Diego disputó nueve encuentros y anotó cuatro goles (dos al Jorge Wilsterman de Bolivia y dos a la Liga Deportiva Universitaria de Ecuador).

### Oporto
En julio de 2004, fue transferido al club portugués Fútbol Club Oporto por 8 millones de euros, para ocupar el puesto de Deco que había sido fichado por el F. C. Barcelona. Diego nunca encontró una posición estable en el equipo mientras fue técnico el neerlandés Co Adriaanse, por lo que en la mayoría de encuentros permaneció en el banquillo de los suplentes, perdiéndose la oportunidad de ser convocado para participar en la Copa Mundial de Fútbol de 2006. En su primera temporada con el Oporto, obtuvo la Supercopa de Portugal tras derrotar por marcador de 1:0 al Sport Lisboa e Benfica, ese mismo año el club (campeón de la Liga de Campeones 2003-04 disputó la Copa Intercontinental ante el Once Caldas (campeón de la Copa Libertadores 2004), el encuentro finalizó 0:0 durante los 90 minutos por lo que se extendió hasta la tanda de penales, donde el equipo portugués superó por 8:7 al Caldas. En la temporada 2005-06 anotó un gol en diecinueve encuentros y el Oporto obtuvo el título de la Liga Portuguesa con setenta y nueve puntos.

### Werder Bremen

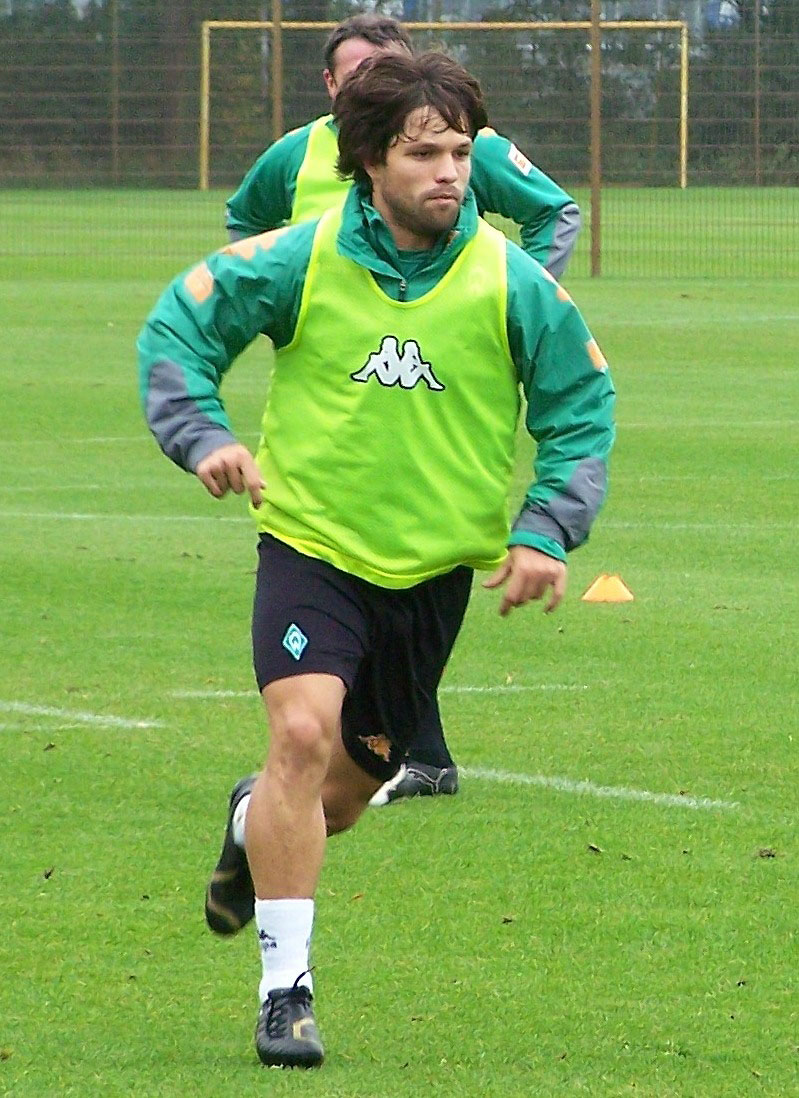
Diego durante un entrenamiento con el Werder Bremen en el 2006.

Después de dos temporadas con el equipo portugués, fue transferido al Werder Bremen de Alemania por 6 millones de euros. Su debut se produjo el 5 de agosto de 2006, en la victoria de su equipo por 2:0 sobre el Bayern de Múnich en la final de la Copa de la Liga de Alemania, y su primer gol lo anotó el 13 de agosto de 2006 en un encuentro por la primera jornada de la Bundesliga ante el Hannover 96. En su primera temporada con el Bremen, anotó trece goles en treinta y tres encuentros de la liga, mientras que a nivel internacional participó en la Liga de Campeones de la UEFA 2006-07, marcando un gol en la primera fase ante el Levski Sofia de Bulgaria, finalmente el Bremen ocupó el tercer lugar de su grupo clasificándose a la Copa de la UEFA de esa misma temporada, siendo eliminados en las semifinales por el Deportivo Espanyol.

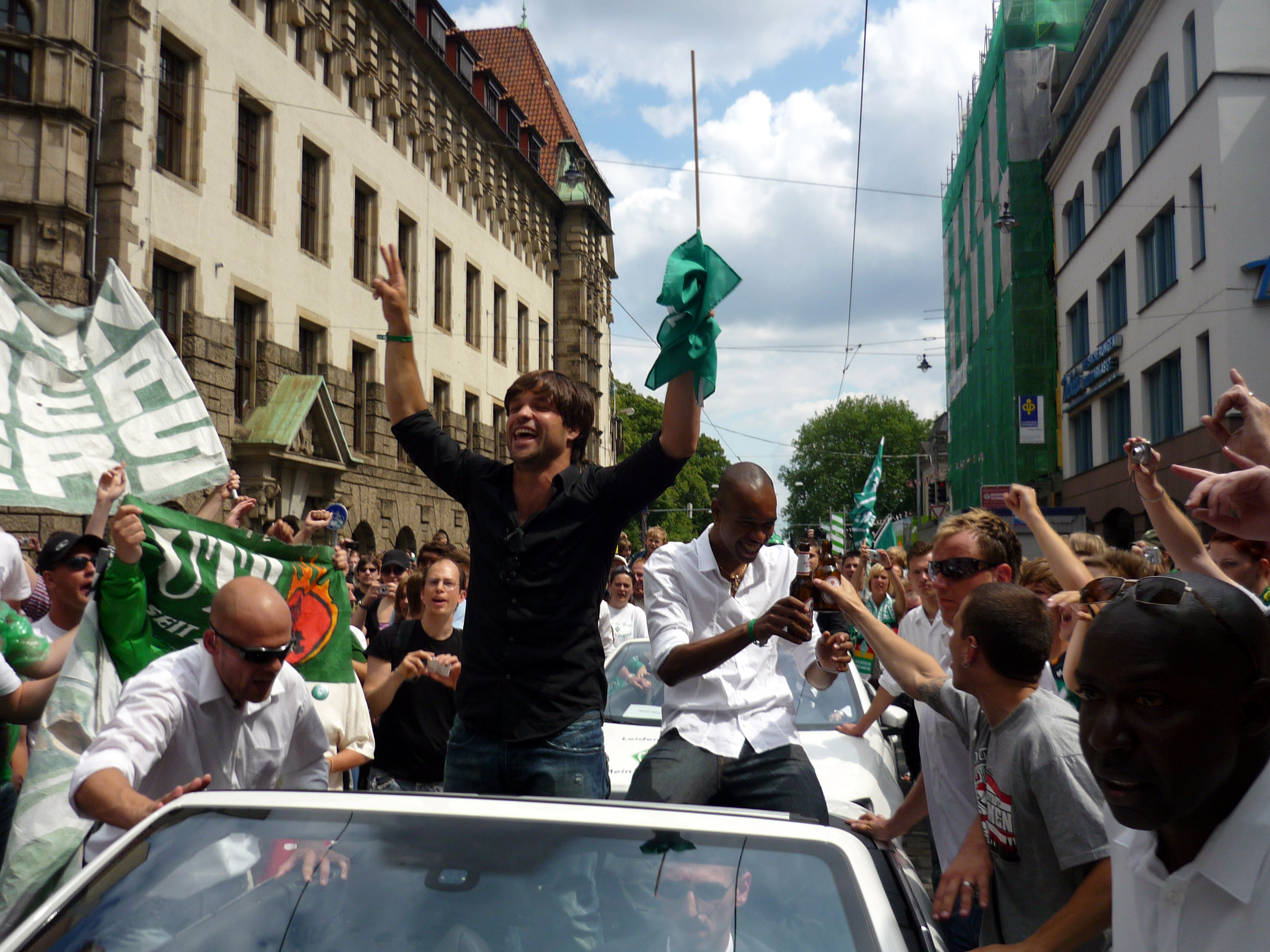
Diego y Naldo durante la celebración por la obtención de la Copa de Alemania 2008-09.

En la siguiente temporada, el Bremen nuevamente fue eliminado en la fase de grupos de la Liga de Campeones al finalizar en la tercera posición, tras sumar seis puntos producto de dos victorias (2:1 ante la Lazio y 3:2 ante el Real Madrid), obteniendo el derecho de disputar la Copa de la UEFA 2007-08, enfrentando en los dieciseisavos de final al Sporting Clube de Braga de Portugal al que superaron por marcador global de 4:0. En los octavos de final ante el Rangers F. C. de Escocia fueron derrotados en el encuentro de ida por 2:0, y en el encuentro de vuelta Diego anotó el gol de la victoria del Bremen, aunque no les alcanzó para avanzar a la siguiente ronda.
El buen rendimiento de Diego despertó el interés del entonces técnico del Real Madrid Bernd Schuster, por lo que en abril de 2007 el equipo merengue inició las conversaciones para transferir a Diego a su equipo, sin embargo el director general del Werder Bremen Klaus Allofs rechazó las negociaciones, y Diego renovó su contrato con el club alemán hasta el 2011.
En la temporada 2008-2009, anotó doce goles en veintiún encuentros de la liga, no obstante el desempeño del Werder Bremen en el campeonato fue muy irregular pues finalizó en el décimo lugar, a veinticuatro puntos de la primera posición. En la Copa de la UEFA disputó nueve encuentros y anotó seis goles, finalmente el Werder Bremen fue el subcampeón del torneo tras ser derrotados en la final por el Shajtar Donetsk de Ucrania. El 30 de mayo de 2009, disputó su último encuentro oficial con el Bremen, en la final de la Copa de Alemania que obtuvieron tras vencer por 1:0 al Bayer Leverkusen.

### Juventus

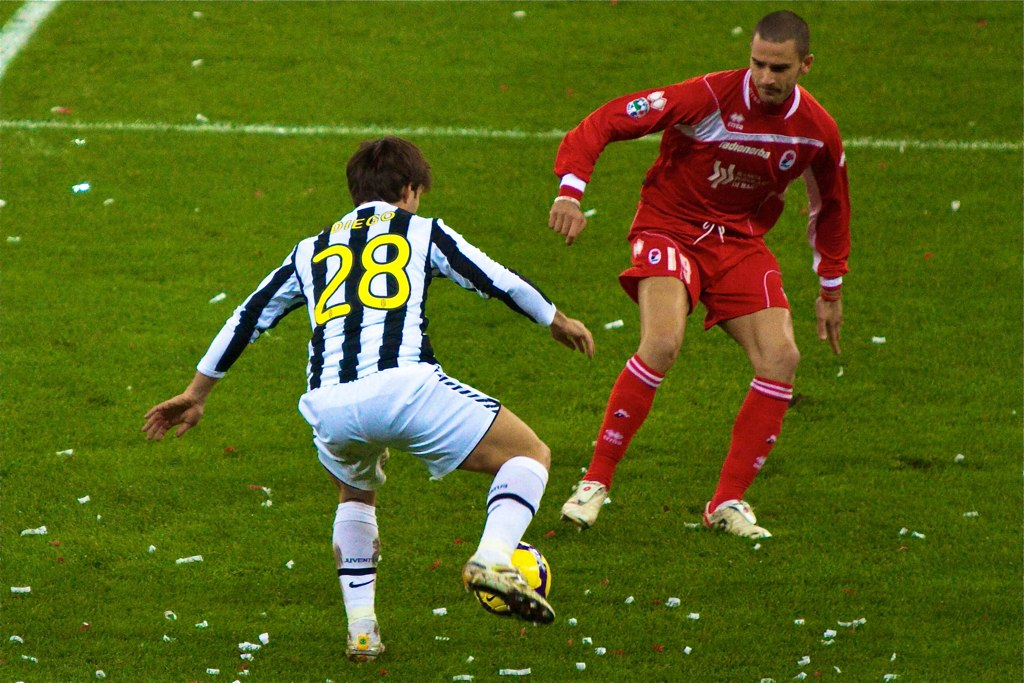
Diego durante un encuentro entre la Juventus y el Bari.

El 26 de mayo de 2009 fue oficializado su fichaje por la Juventus F. C. El contrato lo ligó a la entidad turinesa durante cinco temporadas, a cambio de 24,5 millones de euros pagados a plazos más otros 2,5 millones en función de los objetivos conseguidos. Su debut con la Juventus se produjo el 28 de julio de 2009 en un encuentro amistoso ante el Seongnam Football Club de Corea del Sur que finalizó con marcador de 3:0 a favor de los italianos. También en ese mismo encuentro, anotó su primer gol con el club bianconero.
El 12 de septiembre de 2009, durante el encuentro disputado entre la Lazio y la Juventus en el Estadio Olímpico de Roma por la tercera jornada de la Serie A, Diego sufrió una lesión en el muslo derecho que lo mantuvo alejado de las canchas por quince días, perdiéndose el primer encuentro de la fase de grupos de la Liga de Campeones 2009-10 ante el Girondins de Burdeos de Francia.
Hizo su regreso a la Serie A el 27 de septiembre de 2009, en el empate 1:1 ante el Bologna F. C., siendo sustituido en el minuto 59 por Sebastian Giovinco. A pesar de haber comenzado la temporada con buen pie, el resto de la campaña fue muy irregular, solo marcó cinco goles en treinta y tres encuentros de la liga, mientras que en la Copa de Italia 2009-10 anotó dos goles en igual número de encuentros.

### Wolfsburgo
El 27 de agosto de 2010 fue fichado por el VfL Wolfsburgo por 15 millones de euros. En su debut con su nuevo equipo anotó un gol en la derrota como local 3:4 ante el Mainz 05. El 5 de febrero de 2011 durante un encuentro ante el Hannover 96 por la vigésima primera jornada de la Bundesliga, su compañero de equipo Patrick Helmes fue designado por el técnico Steve McClaren para que lanzara un tiro penal sin embargo Diego ignoró las instrucciones del entrenador y le quitó el balón a Helmes, finalmente su remate impactó en el larguero y el Wolfsburgo cayó derrotado 1:0.
Tras este episodio fue sancionado con una multa de 100.000 euros y un encuentro de suspensión. Una vez más se metió en problemas con los dirigentes del Wolfsburgo el 14 de mayo antes de un encuentro crucial ante el 1899 Hoffenheim para evitar el descenso. Cuando se le informó que no sería alineado como titular abandonó el hotel donde el equipo estaba alojado y fue multado nuevamente.

### Atlético de Madrid

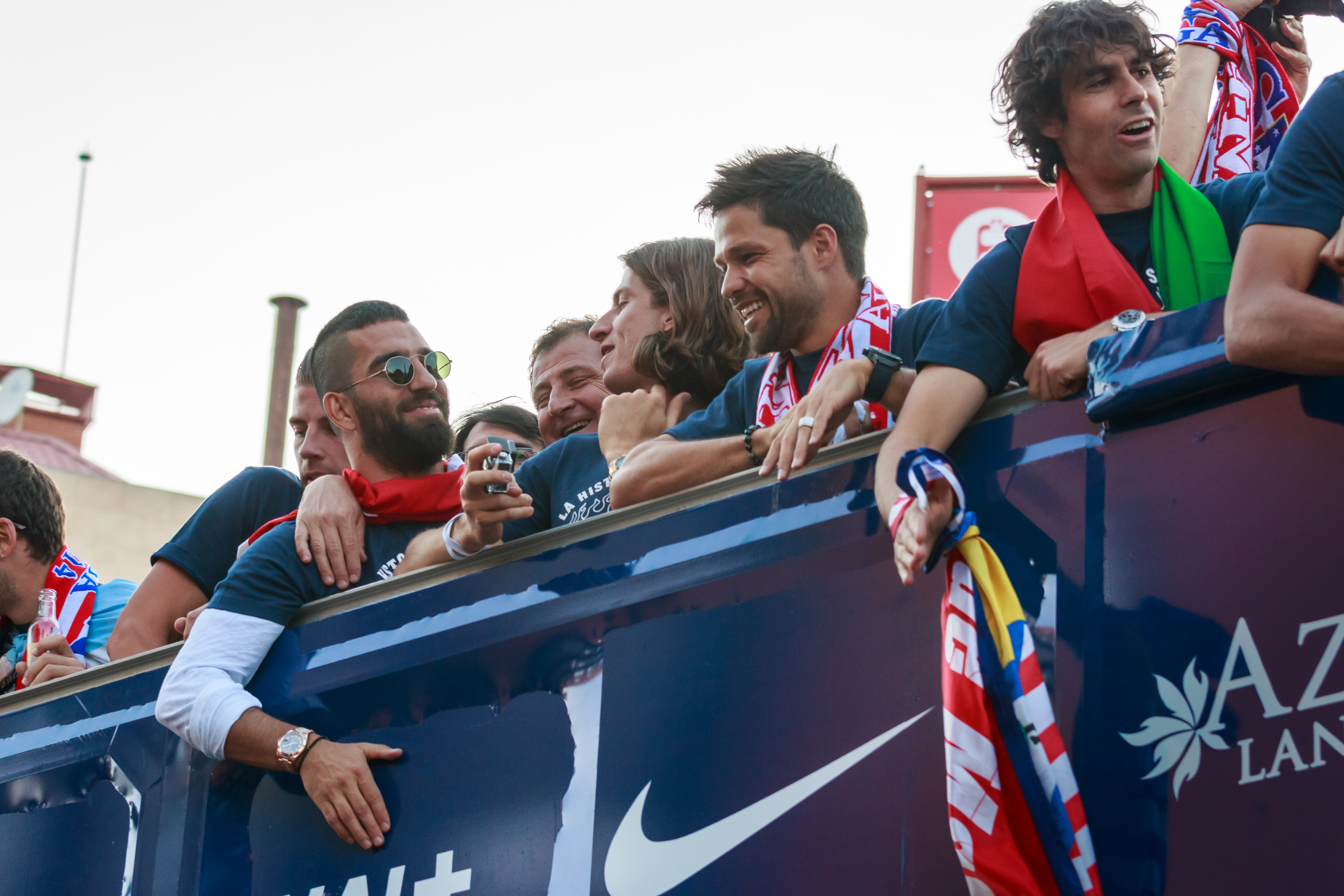
Diego junto con sus compañeros de equipo durante la celebración por la obtención de la Liga Europa de la UEFA 2011-12.

Después de la temporada 2010-11 el nuevo técnico del Wolfsburgo Felix Magath le dijo que no tenía futuro en el equipo, por lo que el 31 de agosto de 2011 fue cedido en préstamo durante una temporada al Atlético de Madrid de España. El 10 de septiembre, debutó con la camiseta rojiblanca en el partido correspondiente a la tercera jornada de la liga, partido que finalizó con una derrota por 1:0 ante el Valencia. Diego entró al campo en el minuto 64 en sustitución de Tiago.
Su primer gol con la camiseta rojiblanca se produjo el 15 de septiembre, en un encuentro en el Estadio Vicente Calderón por la fase de grupos de la Europa League, marcando el 2:0 que terminó siendo el resultado definitivo ante el Celtic de Glasgow. El 20 de noviembre de 2011 anotó su primer gol en la Primera División de España frente al Levante. Su gol hizo el 3:1, terminando el partido con una victoria por 3:2. El 15 de diciembre de 2011 jugó su partido número 400 de toda su carrera, tanto con clubes como con la selección, en la última jornada de la fase de grupos de la Europa League 2011-12 ante el Rennes. El partido finalizó con una victoria por 3:1 y el Atlético de Madrid clasificó a la siguiente ronda como primero de grupo.
El 21 de diciembre jugó su primer partido de Copa del Rey con la camiseta del Atlético de Madrid en la derrota de su club frente al Albacete Balompié por 0:1 en la vuelta de los dieciseisavos de final. Con este resultado el club quedó eliminado de la competición por un global de 3:1 ante un equipo de la Segunda División B. El 9 de mayo de 2012 disputó la final de la Europa League ante el Athletic Club. Diego anotó en el minuto 85 el gol que puso el definitivo 3:0 en el marcador y que hizo proclamarse a los colchoneros campeones del torneo, poniendo fin a una sequía personal de cuatro años sin ganar distinción alguna en su carrera deportiva y coronándose como el jugador con mayor número de asistencias en la competición.

### Wolfsburgo
Tras finalizar su cesión en el Atlético de Madrid volvió a incorporarse al Wolfsburgo de cara a la temporada 2012-13. A su regreso, la relación con el técnico Felix Magath continuó deteriorándose al colocarlo en el equipo de reservas, después de que criticara su actitud en su primera sesión de entrenamiento. A pesar de la tensa relación entre ambos, fue seleccionado para disputar una serie de partidos amistosos de pretemporada en China. Luego de regresar a Alemania, Magath nuevamente le informó que no sería tomado en cuenta en el primer equipo, sin embargo Diego anunció que se quedaría en el club, ya que no tenía ofertas de otros clubes.
En su primer encuentro con el equipo wolfsburgués, ingresó como titular en la victoria por 1:0 ante el Stuttgart en la primera jornada de la liga alemana. En el primer partido del club sin Magath tras ser despedido con solo cinco puntos en ocho partidos, marcó su primer gol y proporcionó su primera asistencia de la temporada en el triunfo por 4:1 ante el Fortuna Düsseldorf el 27 de octubre de 2012, que puso fin a una racha de cuatro derrotas consecutivas. Cuatro días más tarde en la Copa de Alemania, abrió el marcador antes de proporcionar una asistencia a su compañero de equipo Bas Dost para vencer 2:0 al Eintracht Fráncfort.
El 11 de noviembre anotó un doblete en la victoria por 3:1 sobre el Bayer Leverkusen, poniendo fin a una racha de once partidos invictos del Bayer y dando a su equipo su primera victoria como local en la temporada. En total en la temporada 2012-13, anotó diez goles en treinta y dos encuentros de la liga. El Wolfsburgo realizó una campaña irregular y finalizó en la 11.ª posición con cuarenta y tres puntos producto de diez victorias, trece empates y once derrotas. En la Copa de Alemania, avanzaron hasta las semifinales siendo eliminados por el Bayern de Múnich por marcador de 6:1. En esta competición Diego marcó tres goles en cinco encuentros.

### Atlético de Madrid
Tras disputar media temporada con el Wolfsburgo, equipo al que pertenece hasta junio de 2014, fue cedido nuevamente en préstamo al Atlético de Madrid. El 2 de febrero, debutó en liga contra la Real Sociedad saliendo del banquillo, con un gol que ponía al Atlético 4:0 respecto a su rival. Durante la mayor parte de la temporada 2013-14 su club estuvo peleando por conseguir el título del campeonato pero no fue hasta el 17 de mayo de 2014 cuando consiguió ganarlo después de empatar con el Barcelona en la última jornada de la liga.
Diego terminó el campeonato con un gol en trece partidos, además estuvo presente en tres encuentros más de la Copa del Rey donde avanzaron hasta las semifinales luego de ser derrotados por el Real Madrid por marcador global de 5:0. En la Liga de Campeones de la UEFA el Atlético disputó la final por segunda vez en su historia. El partido se jugó una semana después de conseguir el título de liga en Lisboa frente al Real Madrid. El equipo colchonero se adelantó en la primera parte, pero en el tiempo de descuento de la segunda parte Sergio Ramos anotó el empate, finalmente en la prórroga el club merengue anotó tres goles más dejando el resultado final en 4:1.

### Fenerbahçe

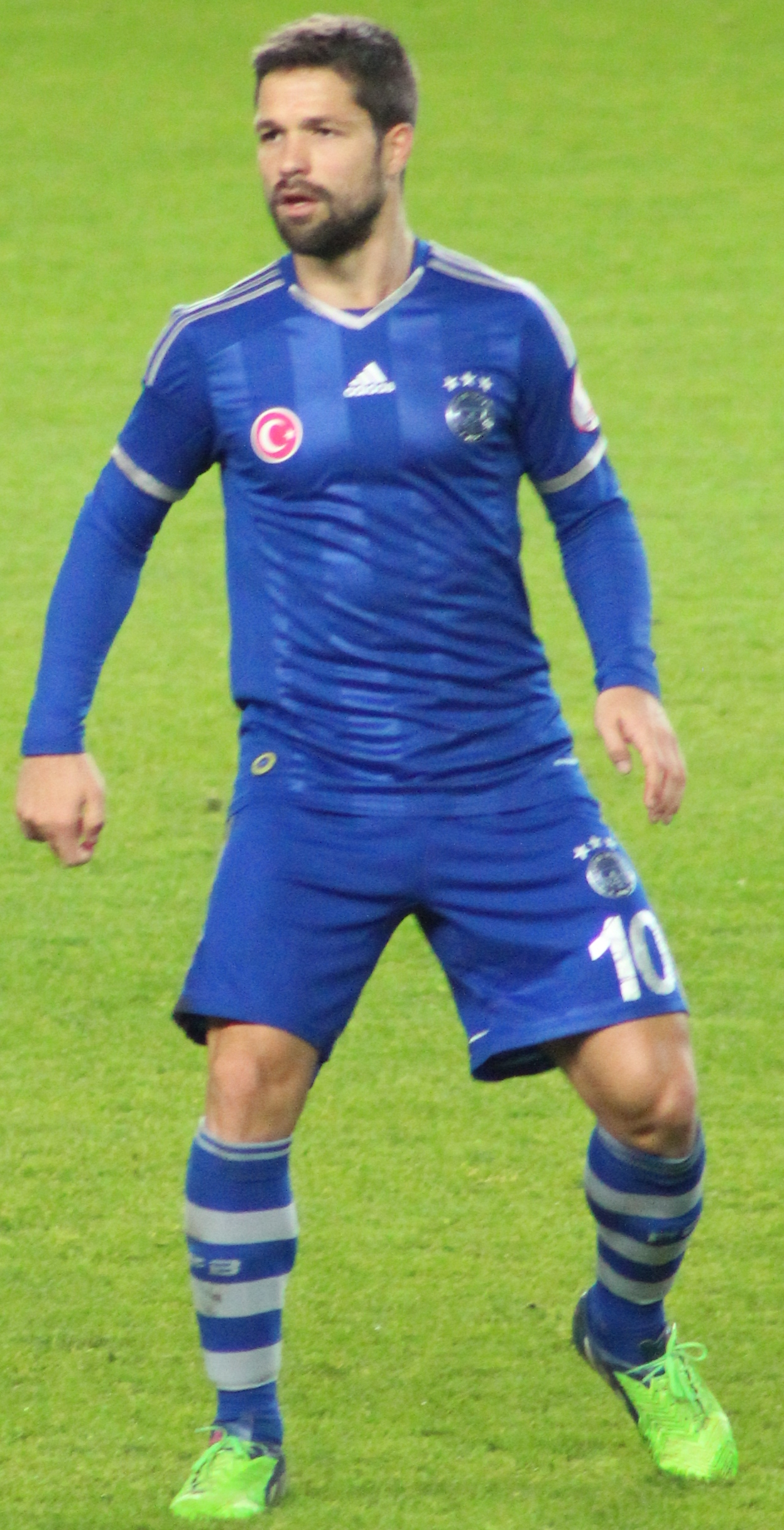
Diego con Fenerbahçe en el año 2014.

El 11 de julio de 2014, Diego firmó un contrato por tres años con el Fenerbahçe de Turquía. Su debut oficial en la Superliga de Turquía se dio el 31 de agosto de 2014, en la primera jornada de la temporada 2014-15 ante el Kardemir Karabükspor, con victoria para su club por 3:2. En su primera temporada con el Fenerbahçe disputó veinticinco encuentros y marcó tres goles en la liga, el primero de ellos en la victoria por 4:3 ante el Balıkesirspor, el segundo en la victoria 3:2 ante el Sivasspor y el tercero en la penúltima jornada ante el İstanbul Başakşehir. En la Copa de Turquía de esa misma temporada, avanzaron hasta las semifinales, tras ser eliminados por marcador global de 4:2 por el Bursaspor. En dicha competición disputó cinco encuentros y marcó dos goles (uno en la fase grupos y otro en los cuartos de final).
Durante la temporada 2015-16 disputó un total de veintiocho partidos de la liga, donde anotó dos goles (uno ante el Kasımpaşa y otro ante el Galatasaray). El Fenerbahçe realizó una buena campaña que le alcanzó para obtener el subcampeonato con setenta y cuatro puntos, cinco menos que el campeón Beşiktaş. La misma situación ocurrió en la copa nacional donde fueron finalistas tras ser derrotados por el Galatasaray por marcador de 1:0. A nivel internacional, además de la Liga de Campeones también participó en la Liga Europa de la UEFA donde su club avanzó hasta los octavos de final tras superar la fase de grupos con nueve puntos (dos victorias y un empate).

### Flamengo
El 20 de julio de 2016, firmó un contrato por tres años con el Flamengo de la Serie A de su país natal. Después de unas semanas de reacondicionamiento físico, debutó con el Flamengo en un partido contra Grêmio, marcando uno de los goles en la victoria por marcador de 2:1. En el siguiente partido contra Chapecoense en la Arena Condá, de nuevo anotó un gol en la victoria por 3:1. El 18 de septiembre volvió a marcar un gol de penalti en la victoria de su club sobre el Figueirense por 2:0. El centrocampista fue uno de los más destacados del club en la segunda mitad de 2016 y acabó ganando el premio al mejor centrocampista derecho del Campeonato Brasileño al final de la temporada.
El 25 de febrero de 2017, durante la semifinal de la Taça Guanabara, marcó un gol de penalti en la victoria de su club por 1:0 sobre Vasco da Gama, por tanto, su primer gol en un clásico desde su llegada al rubro-negro. El 8 de marzo, en la victoria del Flamengo por 4:0 sobre San Lorenzo en la Copa Libertadores, marcó un gol tras un tiro libre, además de participar directamente en los otros dos goles marcados por Gabriel y Rômulo. De acuerdo con un estudio realizado por FOX Sports, en los 26 partidos inmediatamente anteriores a la llegada de Diego, el Flamengo ganó trece partidos, empató cuatro y perdió nueve; un porcentaje de éxito del 55,1% de los puntos ganados. Con el centrocampista en el campo, el porcentaje se elevó a un impresionante 78,2% (dieciocho victorias, siete empates y una derrota).
El 12 de abril de 2017, en el partido de la Libertadores en el que el Flamengo venció a Paranaense por 2:1 en el Maracaná, marcó uno de los goles y fue el mejor del equipo en el campo. Sin embargo, fue en este partido cuando sufrió un esguince en la rodilla derecha, que le provocó lesiones en el ligamento colateral tibial y en el menisco medial, por lo que tuvo que ser operado y estuvo de baja durante un mes y medio. No volvió a jugar hasta el 4 de junio, en el partido del Brasileirão contra el Botafogo. Hasta entonces, era considerado el mejor jugador del torneo continental. Debido a esta lesión, no participó en la semifinal y en dos partidos de la final del Campeonato Carioca, en el que el Flamengo se proclamó campeón invicto, siendo este su primer título con la camiseta del club. Sus buenas actuaciones en el torneo le aseguraron un puesto en el equipo ideal del Campeonato Carioca 2017 como mejor centrocampista.

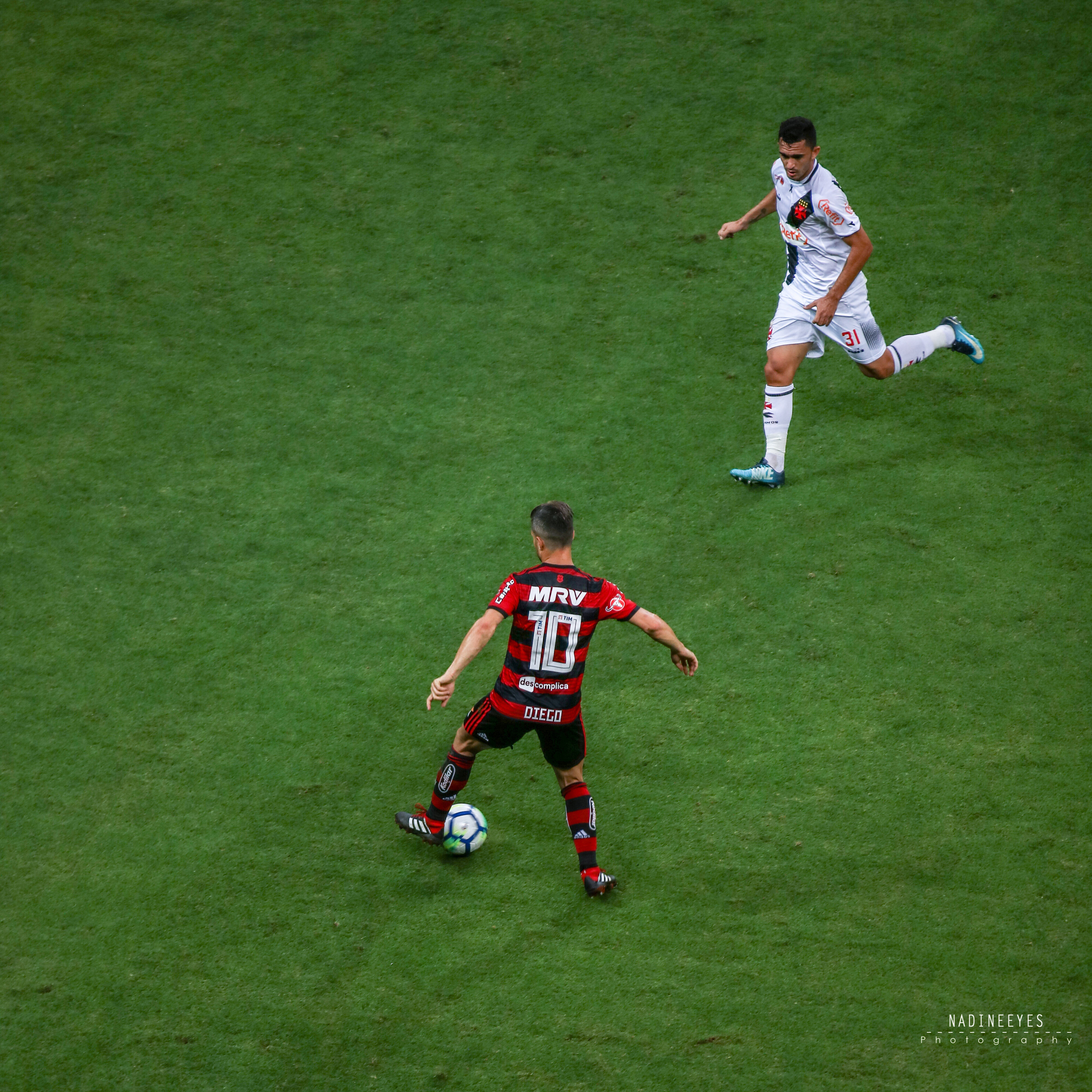
Diego durante un partido entre Flamengo y Vasco de Gama en 2018.

El 22 de junio, en el partido en el que el Flamengo goleó al Chapecoense por 5:1, Diego realizó su mejor actuación del año. Por primera vez el centrocampista marcó dos goles en un mismo partido con el club, y además de los dos goles, también dio una asistencia para que Paolo Guerrero marcara uno. La última vez que Diego había marcado dos goles en un mismo partido había sido el 11 de noviembre de 2011, en una victoria del Wolfsburgo contra el Bayer Leverkusen.
El 23 de agosto, en la semana en que cumplía un año en el club, marcó el gol decisivo en la victoria del Flamengo ante el Botafogo (1:0) en el Maracanã, en el partido de vuelta de la Copa de Brasil, clasificando al Fla para la final de esta competición. Tras un pase de Orlando Berrío, que creyó que su disparo era irremediablemente rechazado por Victor Luis, el balón llegó a Diego, que no falló para poner al mengão por delante en el minuto 25. Diego consideró este gol (que fue el decimoséptimo que marcó con el club), como su gol más importante con la camiseta rubro-negra.
Después de un buen comienzo en 2018, en el que se apuntaba a su convocatoria para el Mundial, no pasó por un buen momento en la segunda mitad del año, llegando incluso a ser suplente. Los problemas físicos, que le venían molestando desde hacía más de un año, dificultaban su rendimiento en el campo. Cuestionado por los medios de comunicación y la afición (las principales críticas fueron por sus discretas actuaciones en partidos importantes), su salida parecía inminente, ya que incluso recibió una propuesta económicamente interesante del Orlando City, la cual rechazó para renovar su contrato con el club hasta diciembre de 2020.
El 3 de febrero de 2019, además de dar una asistencia, marcó un gol de bicicleta, en la goleada por 4:0 ante Cabofriense. El 24 de julio, en el partido de ida ante Emelec, válido por los octavos de final de la Libertadores, Diego sufrió una grave lesión (fractura de tobillo izquierdo), tras ser derribado por detrás por un defensa contrario. Regresó a la cancha apenas tres meses después, cuando ingresó al segundo tiempo del histórico partido en el que Flamengo goleó 5:0 a Grêmio en las semifinales de la Libertadores. En la final de la competición disputada en el Estadio Monumental de Lima, Diego salió desde el banquillo en sustitución del lesionado Gerson en el segundo tiempo cuando su club perdía la por 1:0, siendo luego uno de los protagonistas de la vuelta y del título rojinegro después de 38 años de espera.
Su entrada cambió el juego y Flamengo comenzó a dominar las acciones ofensivas. Además, fue él quien hizo el tiro que culminó con el segundo gol de Gabriel Barbosa. Situación similar al de la final de la Libertadores tuvo lugar en la semifinal de la Copa Mundial de Clubes, ante el Al-Hilal. Diego salió de la banca para reemplazar a Gerson en la segunda mitad y jugó un papel decisivo en dos de los tres goles de Flamengo en el partido. Diego fue una parte importante del equipo que ganó el Campeonato Brasileño durante dos años. Con la llegada del entrenador Rogério Ceni, Diego pasó a jugar como primer centrocampista, lo que mejoró la salida del equipo con el balón. Con este cambio, el Flamengo volvió a jugar bien y pudo alcanzar por fin el liderato y el título del Campeonato Brasileño. Además, alcanzó la marca de 200 partidos con el club, en el empate a cero contra Fortaleza en la 27.ª jornada del Brasileirão, el 26 de diciembre.
En 2021, siguió jugando como primer centrocampista. En su primer partido de vuelta al equipo, en el encuentro contra el Bangu, válido por la 7ª jornada del Campeonato Carioca, dio dos asistencias, la primera de ellas un centro para que Bruno Henrique marcara de cabeza el primer gol, y luego para que Arrascaeta marcara el segundo. El Flamengo ganó 3:0. En el siguiente partido, ante el Madureira, válido por la 8ᵃ jornada, marcó uno de los goles de la victoria por 5:1, tras recibir un pase de Mauricio Isla. El 17 de noviembre, Diego cumplió 250 partidos con la camiseta del Flamengo en la victoria por 1:0 sobre el Corinthians en la 32ª jornada del Brasileirão.
El 13 de febrero de 2022 marcó el último gol del Flamengo en la victoria por 5:0 sobre el Nova Iguaçu en la sexta jornada del Campeonato Carioca. Anotó su segundo gol de la temporada en la victoria por 2:0 contra el Coritiba. Un día después de su gol contra el coxa, confirmó que dejaría el club al final de la temporada.

«La decisión es obvia. Toda la energía, todo lo que he vivido por el Flamengo. El Flamengo me completa, así que es aquí donde quiero vivir esta recta final. Quería comunicar y transmitir a todos los aficionados, a los que tanto quiero y respeto, para que podamos vivir estos últimos meses. Tenemos 32 partidos por delante y quiero vivir como siempre: intensamente cada partido, de la mejor manera posible y seguir siendo feliz, como siempre lo he sido en este club.
Diego durante una rueda de prensa.

Su último partido lo disputó el 12 de noviembre de 2022 en la derrota por 2:1 ante el Avaí.

## Selección nacional

### Selecciones juveniles

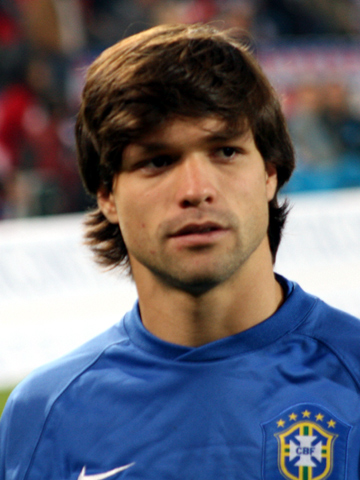
Diego con la Selección Brasileña en el año 2006.

Diego Ribas inició su participación en la selección brasileña con la categoría sub-15, participando en el Mundialito de Salerno del año 2000. Un año más tarde fue convocado a la selección sub-17 para participar en el Campeonato Sudamericano Sub-17 de 2001, en el cual la selección brasileña se consagró campeona del torneo, asegurando su clasificación a la Copa Mundial de Fútbol Sub-17 de ese mismo año junto con las selecciones de Argentina y Paraguay. En la copa mundial Brasil formó parte del grupo A junto con Australia, Croacia y Trinidad y Tobago. Diego disputó los tres encuentros de la primera fase (en dos de ellos ingresó como suplente), aunque no fue tomado en cuenta para el encuentro de cuartos de final ante Francia, que obtuvo una victoria por 2:1.
En el año 2002, con la selección sub-21 participó en el Torneo Esperanzas de Toulon obteniendo el campeonato tras vencer en la final a Italia por 2:0. Fue convocado a la selección sub-23 por el técnico Ricardo Gomes para participar en la Copa de Oro de la Concacaf 2003 disputada en los Estados Unidos, Fue alineado como titular en todos los encuentros disputados por su selección, además anotó dos goles, uno en la primera fase ante Honduras y otro de tiro penal en las semifinales ante Estados Unidos.
Con la selección sub-23 también formó parte de la plantilla que participó en los Juegos Olímpicos de Pekín 2008, disputó los tres encuentros de la primera fase de titular y anotó un gol ante China. En los cuartos de final inició como titular en la victoria de Brasil sobre Camerún por 2:0, siendo sustituido en el minuto 107 por Ramires. En las semifinales Brasil fue derrotada por Argentina por marcador de 3:0, por lo que se enfrentó por la medalla de bronce ante Bélgica, a los que vencieron por 3:0 con un gol marcado por Diego.

### Selección absoluta
Con la selección absoluta fue internacional en treinta y cuatro ocasiones y ha marcado cuatro goles. Su debut se produjo el 3 de abril de 2003 en un encuentro amistoso ante la selección de México que finalizó con marcador de 0:0. Fue convocado por el técnico Carlos Alberto Parreira para la Copa América 2004 disputada en el Perú, disputó los tres encuentros de la primera fase ingresando siempre en el segundo tiempo. En los cuartos de final Brasil se enfrentó a México en un encuentro que finalizó con marcador de 4:0, aunque sin Diego en el campo de juego. En las semifinales frente a Uruguay, ingresó en el minuto 75 en sustitución de José Kléberson, y en la final ante Argentina el encuentro se extendió hasta la tanda de penales, Diego fue el encargado de ejecutar el tercer tiro penal de su selección, el cual marcó. Finalmente el encuentro finalizó con marcador de 4:2 a favor de los brasileños.
Fue nuevamente convocado a la selección para participar en la Copa América 2007 disputada en Venezuela donde Brasil formó parte del grupo B junto con México, Ecuador y Chile, Diego disputó el primer encuentro de titular en la victoria de México sobre Brasil por 2:0, mientras que en el tercer encuentro ante Ecuador ingresó en el segundo tiempo en sustitución de Júlio Baptista. No fue tomado en cuenta para enfrentar a Chile en los cuartos de final, sin embargo en las semifinales frente a Uruguay, ingresó en el minuto 73 nuevamente en sustitución de Júlio Baptista, mientras que en la final ingresó en el minuto 90 en sustitución de Robinho. En enero de 2017 fue convocado por el nuevo director técnico Tite para disputar un amistoso ante la selección de Colombia en homenaje a los futbolistas del Chapecoense que fallecieron en el vuelo 2933 de LaMia, lo que marcó el regreso de Diego a la verdeamarelha.

#### Participaciones en Juegos Olímpicos
| Olímpicos                      | Sede  | Resultado    | Partidos | Goles |
| ------------------------------ | ----- | ------------ | -------- | ----- |
| Juegos Olímpicos de Pekín 2008 | China | Tercer lugar | 6        | 2     |

#### Participaciones en Copas América
| Copa              | Sede      | Resultado | Partidos | Goles |
| ----------------- | --------- | --------- | -------- | ----- |
| Copa América 2004 | Perú      | Campeón   | 5        | 0     |
| Copa América 2007 | Venezuela | Campeón   | 4        | 0     |

## Estilo de juego
Diego es un creador de juego ofensivo conocido por su técnica, su capacidad de regate, su visión de juego y su precisión en los pases; suele actuar como centrocampista ofensivo, pero también puede jugar como delantero de apoyo o en la banda en algunas ocasiones. Además de ser un eficaz asistidor, también es conocido por su capacidad goleadora, y es un preciso ejecutor de jugadas a balón parado. Diego también es conocido por sus trucos y habilidades con el balón, como el uso de tacos, fintas y pases por encima de la cabeza, entre otros trucos.

## Estadísticas

### Clubes
La siguiente tabla detalla los encuentros disputados y los goles marcados por Diego en los clubes en los que ha militado.
| Club                        | Div.          | Temporada     | Liga  | Liga  | Liga         | Estatal      | Estatal      | Estatal | Copas nacionales | Copas nacionales | Copas nacionales | Copas internacionales | Copas internacionales | Copas internacionales | Total | Total | Total  | Media goleadora |
| Club                        | Div.          | Temporada     | Part. | Goles | Asist.       | Part.        | Goles        | Asist.  | Part.            | Goles            | Asist.           | Part.                 | Goles                 | Asist.                | Part. | Goles | Asist. | Media goleadora |
| --------------------------- | ------------- | ------------- | ----- | ----- | ------------ | ------------ | ------------ | ------- | ---------------- | ---------------- | ---------------- | --------------------- | --------------------- | --------------------- | ----- | ----- | ------ | --------------- |
| Santos F. C. · Brasil       |               |               |       |       |              |              |              |         |                  |                  |                  |                       |                       |                       |       |       |        |                 |
| 1.ª                         | 2002          | 28            | 10    | 4     | 11           | 2            | 0            | 3       | 1                | 0                | —                | —                     | —                     | 42                    | 13    | 4     | 0.31   |                 |
| 1.ª                         | 2003          | 33            | 9     | 10    | 6            | 1            | 0            | —       | —                | —                | 18               | 4                     | 5                     | 57                    | 14    | 15    | 0.25   |                 |
| 1.ª                         | 2004          | 9             | 4     | 2     | 10           | 0            | 4            | —       | —                | —                | 9                | 4                     | 4                     | 28                    | 8     | 10    | 0.29   |                 |
| Total club                  | Total club    | 70            | 23    | 16    | 27           | 3            | 4            | 3       | 1                | 0                | 27               | 8                     | 9                     | 127                   | 35    | 29    | 0.28   |                 |
| F. C. Oporto Portugal       |               |               |       |       |              |              |              |         |                  |                  |                  |                       |                       |                       |       |       |        |                 |
| 1.ª                         | 2004-05       | 30            | 3     | 0     | Inexistentes | Inexistentes | Inexistentes | 1       | 0                | 0                | 7                | 1                     | 0                     | 38                    | 4     | 0     | 0.11   |                 |
| 1.ª                         | 2005-06       | 19            | 1     | 1     | Inexistentes | Inexistentes | Inexistentes | 1       | 1                | 0                | 4                | 1                     | 0                     | 24                    | 3     | 1     | 0.13   |                 |
| Total club                  | Total club    | 49            | 4     | 1     | 0            | 0            | 0            | 2       | 1                | 0                | 11               | 2                     | 0                     | 62                    | 7     | 1     | 0.11   |                 |
| Werder Bremen · Alemania    |               |               |       |       |              |              |              |         |                  |                  |                  |                       |                       |                       |       |       |        |                 |
| 1.ª                         | 2006-07       | 33            | 13    | 14    | Inexistentes | Inexistentes | Inexistentes | 3       | 0                | 1                | 14               | 2                     | 2                     | 50                    | 15    | 17    | 0.3    |                 |
| 1.ª                         | 2007-08       | 30            | 13    | 11    | Inexistentes | Inexistentes | Inexistentes | 3       | 1                | 1                | 10               | 4                     | 2                     | 43                    | 18    | 14    | 0.42   |                 |
| 1.ª                         | 2008-09       | 21            | 12    | 5     | Inexistentes | Inexistentes | Inexistentes | 5       | 2                | 3                | 13               | 7                     | 1                     | 39                    | 21    | 9     | 0.54   |                 |
| Total club                  | Total club    | 84            | 38    | 30    | 0            | 0            | 0            | 11      | 3                | 5                | 37               | 13                    | 5                     | 132                   | 54    | 40    | 0.41   |                 |
| Juventus F. C. · Italia     |               |               |       |       |              |              |              |         |                  |                  |                  |                       |                       |                       |       |       |        |                 |
| 1.ª                         | 2009-10       | 33            | 5     | 9     | Inexistentes | Inexistentes | Inexistentes | 2       | 2                | 0                | 9                | 0                     | 3                     | 44                    | 7     | 12    | 0.16   |                 |
| 1.ª                         | 2010-11       | —             | —     | —     | Inexistentes | Inexistentes | Inexistentes | —       | —                | —                | 3                | 0                     | 2                     | 3                     | 0     | 2     | 0.00   |                 |
| Total club                  | Total club    | 33            | 5     | 9     | 0            | 0            | 0            | 2       | 2                | 0                | 12               | 0                     | 5                     | 47                    | 7     | 14    | 0.15   |                 |
| VfL Wolfsburgo · Alemania   |               |               |       |       |              |              |              |         |                  |                  |                  |                       |                       |                       |       |       |        |                 |
| 1.ª                         | 2010-11       | 30            | 6     | 8     | Inexistentes | Inexistentes | Inexistentes | 2       | 0                | 1                | —                | —                     | —                     | 32                    | 6     | 9     | 0.19   |                 |
| Atlético de Madrid · España |               |               |       |       |              |              |              |         |                  |                  |                  |                       |                       |                       |       |       |        |                 |
| 1.ª                         | 2011-12       | 30            | 3     | 3     | Inexistentes | Inexistentes | Inexistentes | 1       | 0                | 0                | 12               | 3                     | 9                     | 43                    | 6     | 12    | 0.14   |                 |
| VfL Wolfsburgo · Alemania   |               |               |       |       |              |              |              |         |                  |                  |                  |                       |                       |                       |       |       |        |                 |
| 1.ª                         | 2012-13       | 32            | 10    | 7     | Inexistentes | Inexistentes | Inexistentes | 5       | 3                | 2                | —                | —                     | —                     | 37                    | 13    | 9     | 0.35   |                 |
| 1.ª                         | 2013-14       | 15            | 3     | 2     | Inexistentes | Inexistentes | Inexistentes | 3       | 2                | 1                | —                | —                     | —                     | 18                    | 5     | 3     | 0.28   |                 |
| Total club                  | Total club    | 77            | 19    | 17    | 0            | 0            | 0            | 10      | 5                | 4                | 0                | 0                     | 0                     | 87                    | 24    | 21    | 0.28   |                 |
| Atlético de Madrid · España |               |               |       |       |              |              |              |         |                  |                  |                  |                       |                       |                       |       |       |        |                 |
| 1.ª                         | 2013-14       | 13            | 1     | 1     | Inexistentes | Inexistentes | Inexistentes | 2       | 0                | 0                | 4                | 1                     | 0                     | 19                    | 2     | 1     | 0.11   |                 |
| Total club                  | Total club    | 43            | 4     | 4     | 0            | 0            | 0            | 3       | 0                | 0                | 16               | 4                     | 9                     | 62                    | 8     | 13    | 0.13   |                 |
| Fenerbahçe S. K. Turquía    |               |               |       |       |              |              |              |         |                  |                  |                  |                       |                       |                       |       |       |        |                 |
| 1.ª                         | 2014-15       | 25            | 3     | 6     | Inexistentes | Inexistentes | Inexistentes | 5       | 2                | 1                | —                | —                     | —                     | 30                    | 5     | 7     | 0.17   |                 |
| 1.ª                         | 2015-16       | 28            | 2     | 5     | Inexistentes | Inexistentes | Inexistentes | 7       | 1                | 1                | 10               | 0                     | 0                     | 45                    | 3     | 6     | 0.07   |                 |
| Total club                  | Total club    | 53            | 5     | 11    | 0            | 0            | 0            | 12      | 3                | 2                | 10               | 0                     | 0                     | 75                    | 8     | 13    | 0.11   |                 |
| Flamengo · Brasil           |               |               |       |       |              |              |              |         |                  |                  |                  |                       |                       |                       |       |       |        |                 |
| 1.ª                         | 2016          | 17            | 6     | 3     | —            | —            | —            | —       | —                | —                | 1                | 0                     | 0                     | 18                    | 6     | 3     | 0.33   |                 |
| 1.ª                         | 2017          | 27            | 10    | 2     | 9            | 4            | 2            | 6       | 1                | 1                | 11               | 3                     | 2                     | 53                    | 18    | 7     | 0.34   |                 |
| 1.ª                         | 2018          | 26            | 6     | 3     | 9            | 2            | 0            | 4       | 0                | 0                | 7                | 0                     | 2                     | 46                    | 8     | 5     | 0.17   |                 |
| 1.ª                         | 2019          | 16            | 1     | 1     | 12           | 3            | 3            | 4       | 0                | 0                | 11               | 1                     | 1                     | 43                    | 5     | 5     | 0.12   |                 |
| 1.ª                         | 2020          | 26            | 1     | 3     | 13           | 1            | 3            | 1       | 0                | 0                | 7                | 0                     | 0                     | 47                    | 2     | 6     | 0.04   |                 |
| 1.ª                         | 2021          | 19            | 0     | 1     | 7            | 1            | 2            | 7       | 0                | 0                | 9                | 0                     | 1                     | 42                    | 1     | 4     | 0.02   |                 |
| 1.ª                         | 2022          | 19            | 1     | 0     | 5            | 1            | 0            | 6       | 0                | 0                | 6                | 0                     | 0                     | 36                    | 2     | 0     | 0.06   |                 |
| Total club                  | Total club    | 150           | 25    | 13    | 55           | 12           | 10           | 28      | 1                | 1                | 52               | 4                     | 6                     | 285                   | 42    | 30    | 0.15   |                 |
| Total carrera               | Total carrera | Total carrera | 559   | 123   | 101          | 82           | 15           | 14      | 71               | 16               | 12               | 165                   | 31                    | 34                    | 877   | 185   | 161    | 0.21            |
| 1. 2. 3.                    |               |               |       |       |              |              |              |         |                  |                  |                  |                       |                       |                       |       |       |        |                 |

### Selección nacional
La siguiente tabla detalla los encuentros disputados y los goles marcados por Diego en la selección brasileña absoluta.
| \| Fecha \| Ciudad \| Local \| Resultado \| Visitante \| Competencia \| Goles \| \| ---------- \| ----------------- \| -------------- \| --------- \| ---------- \| -------------------------- \| ----- \| \| 30-04-2003 \| Guadalajara \| México \| 0:0 \| Brasil \| Amistoso \| 0 \| \| 13-07-2003 \| Ciudad de México \| México \| 1:0 \| Brasil \| Copa de Oro 2003 \| 0 \| \| 16-07-2003 \| Ciudad de México \| Brasil \| 2:1 \| Honduras \| Copa de Oro 2003 \| 1 \| \| 20-07-2003 \| Miami Gardens \| Colombia \| 0:2 \| Brasil \| Copa de Oro 2003 \| 0 \| \| 24-07-2003 \| Miami Gardens \| Estados Unidos \| 1:2 \| Brasil \| Copa de Oro 2003 \| 1 \| \| 27-07-2003 \| Ciudad de México \| Brasil \| 0:1 \| México \| Copa de Oro 2003 \| 0 \| \| 07-09-2003 \| Barranquilla \| Colombia \| 1:2 \| Brasil \| Clasificación Mundial 2006 \| 0 \| \| 08-07-2004 \| Arequipa \| Brasil \| 1:0 \| Chile \| Copa América 2004 \| 0 \| \| 11-07-2004 \| Arequipa \| Brasil \| 4:1 \| Costa Rica \| Copa América 2004 \| 0 \| \| 14-07-2004 \| Arequipa \| Brasil \| 1:2 \| Paraguay \| Copa América 2004 \| 0 \| \| 21-07-2004 \| Lima \| Uruguay \| 1:1 / 3:5 \| Brasil \| Copa América 2004 \| 0 \| \| 25-07-2004 \| Lima \| Argentina \| 2:2 / 2:4 \| Brasil \| Copa América 2004 \| 0 \| \| 15-11-2006 \| Basilea \| Suiza \| 1:2 \| Brasil \| Amistoso \| 0 \| \| 06-02-2007 \| Londres \| Portugal \| 2:0 \| Brasil \| Amistoso \| 0 \| \| 24-03-2007 \| Gotemburgo \| Chile \| 0:4 \| Brasil \| Amistoso \| 0 \| \| 27-03-2007 \| Estocolmo \| Ghana \| 0:1 \| Brasil \| Amistoso \| 0 \| \| 01-06-2007 \| Londres \| Inglaterra \| 1:1 \| Brasil \| Amistoso \| 1 \| \| 05-06-2007 \| Dortmund \| Turquía \| 0:0 \| Brasil \| Amistoso \| 0 \| \| 27-06-2007 \| Puerto Ordaz \| Brasil \| 0:2 \| México \| Copa América 2007 \| 0 \| \| 04-07-2007 \| Puerto La Cruz \| Brasil \| 1:0 \| Ecuador \| Copa América 2007 \| 0 \| \| 10-07-2007 \| Maracaibo \| Uruguay \| 2:2 / 4:5 \| Brasil \| Copa América 2007 \| 0 \| \| 15-07-2007 \| Maracaibo \| Argentina \| 0:3 \| Brasil \| Copa América 2007 \| 0 \| \| 22-08-2007 \| Montpellier \| Brasil \| 2:0 \| Argelia \| Amistoso \| 0 \| \| 09-09-2007 \| Chicago \| Estados Unidos \| 2:4 \| Brasil \| Amistoso \| 0 \| \| 17-10-2007 \| Río de Janeiro \| Brasil \| 5:0 \| Ecuador \| Clasificación Mundial 2010 \| 0 \| \| 06-02-2008 \| Dublín \| Irlanda \| 0:1 \| Brasil \| Amistoso \| 0 \| \| 26-03-2008 \| Londres \| Brasil \| 1:0 \| Suecia \| Amistoso \| 0 \| \| 31-05-2008 \| Seattle \| Brasil \| 3:2 \| Canadá \| Amistoso \| 1 \| \| 06-06-2008 \| Boston \| Brasil \| 0:2 \| Venezuela \| Amistoso \| 0 \| \| 15-06-2008 \| Asunción \| Paraguay \| 2:0 \| Brasil \| Clasificación Mundial 2010 \| 0 \| \| 18-06-2008 \| Belo Horizonte \| Brasil \| 0:0 \| Argentina \| Clasificación Mundial 2010 \| 0 \| \| 07-09-2008 \| Santiago de Chile \| Chile \| 0:3 \| Brasil \| Clasificación Mundial 2010 \| 0 \| \| 10-09-2008 \| Río de Janeiro \| Brasil \| 0:0 \| Bolivia \| Clasificación Mundial 2010 \| 0 \| \| 25-01-2017 \| Río de Janeiro \| Brasil \| 1:0 \| Colombia \| Amistoso \| 0 \| \| Total \| \| Presencias \| 34 \| \| Goles \| 4 \| |                   |                |           |            |                            |       |
| Fecha | Ciudad            | Local          | Resultado | Visitante  | Competencia                | Goles |
| 30-04-2003 | Guadalajara       | México         | 0:0       | Brasil     | Amistoso                   | 0     |
| 13-07-2003 | Ciudad de México  | México         | 1:0       | Brasil     | Copa de Oro 2003           | 0     |
| 16-07-2003 | Ciudad de México  | Brasil         | 2:1       | Honduras   | Copa de Oro 2003           | 1     |
| 20-07-2003 | Miami Gardens     | Colombia       | 0:2       | Brasil     | Copa de Oro 2003           | 0     |
| 24-07-2003 | Miami Gardens     | Estados Unidos | 1:2       | Brasil     | Copa de Oro 2003           | 1     |
| 27-07-2003 | Ciudad de México  | Brasil         | 0:1       | México     | Copa de Oro 2003           | 0     |
| 07-09-2003 | Barranquilla      | Colombia       | 1:2       | Brasil     | Clasificación Mundial 2006 | 0     |
| 08-07-2004 | Arequipa          | Brasil         | 1:0       | Chile      | Copa América 2004          | 0     |
| 11-07-2004 | Arequipa          | Brasil         | 4:1       | Costa Rica | Copa América 2004          | 0     |
| 14-07-2004 | Arequipa          | Brasil         | 1:2       | Paraguay   | Copa América 2004          | 0     |
| 21-07-2004 | Lima              | Uruguay        | 1:1 / 3:5 | Brasil     | Copa América 2004          | 0     |
| 25-07-2004 | Lima              | Argentina      | 2:2 / 2:4 | Brasil     | Copa América 2004          | 0     |
| 15-11-2006 | Basilea           | Suiza          | 1:2       | Brasil     | Amistoso                   | 0     |
| 06-02-2007 | Londres           | Portugal       | 2:0       | Brasil     | Amistoso                   | 0     |
| 24-03-2007 | Gotemburgo        | Chile          | 0:4       | Brasil     | Amistoso                   | 0     |
| 27-03-2007 | Estocolmo         | Ghana          | 0:1       | Brasil     | Amistoso                   | 0     |
| 01-06-2007 | Londres           | Inglaterra     | 1:1       | Brasil     | Amistoso                   | 1     |
| 05-06-2007 | Dortmund          | Turquía        | 0:0       | Brasil     | Amistoso                   | 0     |
| 27-06-2007 | Puerto Ordaz      | Brasil         | 0:2       | México     | Copa América 2007          | 0     |
| 04-07-2007 | Puerto La Cruz    | Brasil         | 1:0       | Ecuador    | Copa América 2007          | 0     |
| 10-07-2007 | Maracaibo         | Uruguay        | 2:2 / 4:5 | Brasil     | Copa América 2007          | 0     |
| 15-07-2007 | Maracaibo         | Argentina      | 0:3       | Brasil     | Copa América 2007          | 0     |
| 22-08-2007 | Montpellier       | Brasil         | 2:0       | Argelia    | Amistoso                   | 0     |
| 09-09-2007 | Chicago           | Estados Unidos | 2:4       | Brasil     | Amistoso                   | 0     |
| 17-10-2007 | Río de Janeiro    | Brasil         | 5:0       | Ecuador    | Clasificación Mundial 2010 | 0     |
| 06-02-2008 | Dublín            | Irlanda        | 0:1       | Brasil     | Amistoso                   | 0     |
| 26-03-2008 | Londres           | Brasil         | 1:0       | Suecia     | Amistoso                   | 0     |
| 31-05-2008 | Seattle           | Brasil         | 3:2       | Canadá     | Amistoso                   | 1     |
| 06-06-2008 | Boston            | Brasil         | 0:2       | Venezuela  | Amistoso                   | 0     |
| 15-06-2008 | Asunción          | Paraguay       | 2:0       | Brasil     | Clasificación Mundial 2010 | 0     |
| 18-06-2008 | Belo Horizonte    | Brasil         | 0:0       | Argentina  | Clasificación Mundial 2010 | 0     |
| 07-09-2008 | Santiago de Chile | Chile          | 0:3       | Brasil     | Clasificación Mundial 2010 | 0     |
| 10-09-2008 | Río de Janeiro    | Brasil         | 0:0       | Bolivia    | Clasificación Mundial 2010 | 0     |
| 25-01-2017 | Río de Janeiro    | Brasil         | 1:0       | Colombia   | Amistoso                   | 0     |
| Total |                   | Presencias     | 34        |            | Goles                      | 4     |

### Resumen estadístico
| Competición           | Partidos | Goles | Promedio |
| --------------------- | -------- | ----- | -------- |
| Primera División      | 559      | 123   | 0,22     |
| Copas estatales       | 82       | 15    | 0,18     |
| Copas nacionales      | 71       | 16    | 0,23     |
| Copas internacionales | 165      | 31    | 0,19     |
| Selección de Brasil   | 34       | 4     | 0,12     |
| Total                 | 911      | 189   | 0,21     |

## Palmarés

### Títulos regionales
| Título             | Club     | Estado         | Año  |
| ------------------ | -------- | -------------- | ---- |
| Campeonato Carioca | Flamengo | Río de Janeiro | 2017 |
| Campeonato Carioca | Flamengo | Río de Janeiro | 2019 |
| Campeonato Carioca | Flamengo | Río de Janeiro | 2020 |
| Campeonato Carioca | Flamengo | Río de Janeiro | 2021 |

### Títulos nacionales
| Título                       | Club               | País     | Año     |
| ---------------------------- | ------------------ | -------- | ------- |
| Serie A                      | Santos F. C.       | Brasil   | 2002    |
| Serie A                      | Santos F. C.       | Brasil   | 2004    |
| Supercopa de Portugal        | F. C. Oporto       | Portugal | 2004    |
| Copa de Portugal             | F. C. Oporto       | Portugal | 2005-06 |
| Primera División de Portugal | F. C. Oporto       | Portugal | 2005-06 |
| Copa de la Liga de Alemania  | Werder Bremen      | Alemania | 2006    |
| Copa de Alemania             | Werder Bremen      | Alemania | 2008-09 |
| Primera División de España   | Atlético de Madrid | España   | 2013-14 |
| Supercopa de Turquía         | Fenerbahçe S. K.   | Turquía  | 2014    |
| Serie A                      | Flamengo           | Brasil   | 2019    |
| Supercopa de Brasil          | Flamengo           | Brasil   | 2020    |
| Serie A                      | Flamengo           | Brasil   | 2020    |
| Supercopa de Brasil          | Flamengo           | Brasil   | 2021    |
| Copa de Brasil               | Flamengo           | Brasil   | 2022    |

### Títulos internacionales
| Título                 | Equipo (*)          | País      | Año     |
| ---------------------- | ------------------- | --------- | ------- |
| Sudamericano Sub-17    | Selección de Brasil | Perú      | 2001    |
| Copa Intercontinental  | F. C. Oporto        | Japón     | 2004    |
| Copa América           | Selección de Brasil | Perú      | 2004    |
| Copa América           | Selección de Brasil | Venezuela | 2007    |
| Juegos Olímpicos       | Selección de Brasil | China     | 2008    |
| Liga Europa de la UEFA | Atlético de Madrid  | Rumania   | 2011-12 |
| Copa Libertadores      | Flamengo            | Perú      | 2019    |
| Recopa Sudamericana    | Flamengo            | Brasil    | 2020    |
| Copa Libertadores      | Flamengo            | Ecuador   | 2022    |

(*) Incluyendo la selección

### Distinciones individuales
| Distinción                                                     | Año     |
| -------------------------------------------------------------- | ------- |
| Incluido en el Equipo Ideal de América.                        | 2003    |
| Futbolista del Año en la Bundesliga según Kicker Sportmagazin. | 2007    |
| Máximo asistente de La UEFA Europa League                      | 2011-12 |

## Vida privada
Diego es de ascendencia italiana, ya que sus dos bisabuelos paternos emigraron de Italia a Brasil. Su bisabuelo, Carlo Lazzari, procedía de Ferrara, y su bisabuela, Maria Concetta Viola, de Nápoles. Gracias a su ascendencia italiana, Diego recibió su pasaporte italiano en 2004. Está casado con Bruna Letícia Araújo, la pareja tiene tres hijos; Davi (nacido en 2011), Matteo (nacido en 2013) y Letícia (nacida en 2021). El 31 de julio de 2020, ganó el premio Faz Diferença del diario O Globo, en la categoría de Deportes, por colaborar, junto a su esposa, en la prevención del suicidio y participar en campañas de concienciación sobre el problema.